# Cesare Mazzoni

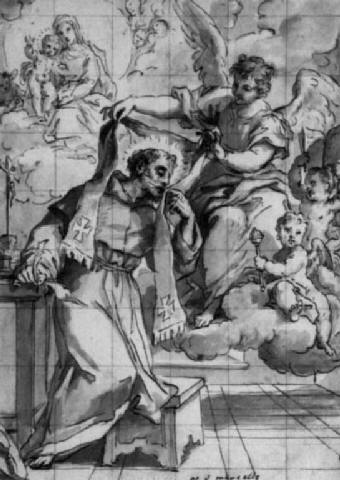
Estigmatización de San Marcelo.

Cesare Giuseppe Mazzoni (Bolonia, 1678 - Bolonia, 1763), pintor italiano activo durante el Barroco tardío.

## Biografía
Alumno y ayudante del Giovanni Gioseffo Dal Sole, permanenció durante toda su carrera en Bolonia, su ciudad natal. Fue miembro de la Accademia Clementina. También trabajó como grabador; es el autor del grabado que ilustra la portada de la biografía de Lorenzo Pasinelli escrita por Giovanpietro Zanotti (1703), basado en un autorretrato perdido.